# 林同骅
林同骅（1911年5月26日—2007年6月28日），福建福清东瀚村人，美国华裔航空工程师，结构工程师，工程力学家，预应力混凝土标准化开拓者，堂弟林同炎，亦為知名工程師。

## 生平
1911年，生於重庆。次年，随任職重庆电报局局长的祖父林福熙回福清。1914年，随父亲林斯欽迁居北京。1928年，毕业于北京汇文中学，考入燕京大学主修物理，后转入国立交通大学唐山工学院就读。（今西南交通大学）。1933年，毕业后获取留美公费生的资格。1935年，进入密歇根大学就讀。次年，毕业于麻省理工学院。1937年，返回清华大学执教。第二次世界大战时期他被任命飞机设计，为了保护仪器设施躲避日军轰炸，他和同事躲在山洞中，在物资短缺又缺少空气动力学现代化研究工具，例如风洞的情况下依然坚持研究。1944年11月18日，由他和团队设计建造的C-0101（中運1號）在重庆和成都之间成功试飞。
1949年，赴美任教，在底特律梅西大学任教期间攻读密歇根大学博士学位。1955年，成为加州大学洛杉矶分校亨利·萨穆埃利工程与应用科学学院教授。1990年，被选为美国国家工程院院士。1996年7月，被选为第21届中央研究院数理科学组院士。2007年，因心臟病過世。